# Vela nos Jogos Paralímpicos de Verão de 2012 - 2.4mR
As regatas da classe 2.4mR da vela nos Jogos Paralímpicos de Verão de 2012 foram disputadas entre os dias 1 de setembro e 5 de setembro em Weymouth e na Ilha de Portland, a 200 quilômetros de Londres..
A regata final deveria ser disputada no dia 6 de setembro. No entanto, devido a ausência de ventos as regatas foram canceladas. Os resultados obtidos até o dia 5 de setembro contaram para o resultado final.

## Medalhistas
| Ouro   | GBR Helena Lucas      |
| Prata  | GER Jeiko Kröger      |
| Bronze | NED Thierry Schmitter |

## Resultados
| Pos.   | Atleta                    | Regata | Regata   | Regata | Regata | Regata | Regata   | Regata | Regata   | Regata | Regata   | Regata   |     | Pontos | Pontos |
| Pos.   | Atleta                    | 1      | 2        | 3      | 4      | 5      | 6        | 7      | 8        | 9      | 10       | 11 (CAN) | Tot | Net    |        |
| ------ | ------------------------- | ------ | -------- | ------ | ------ | ------ | -------- | ------ | -------- | ------ | -------- | -------- | --- | ------ | ------ |
| Ouro   | GBR Helena Lucas          | 2      | 1        | 3      | (11)   | 1      | 1        | 1      | 4        | 8      | 5        | —        | 37  | 26     |        |
| Prata  | GER Heiko Kroeger         | 4      | 3        | 5      | 1      | 4      | (11)     | 6      | 1        | 10     | 1        | —        | 46  | 35     |        |
| Bronze | NED Thierry Schmitter     | 5      | 2        | 1      | 6      | 6      | (9)      | 4      | 6        | 1      | 6        | —        | 46  | 37     |        |
| 4      | FRA Damien Seguin         | 1      | (17) DSQ | 4      | 4      | 10     | 2        | 13     | 5        | 3      | 2        | —        | 61  | 44     |        |
| 5      | CAN Paul Tingley          | 6      | 7        | 2      | (10)   | 9      | 6        | 2      | 2        | 6      | 4        | —        | 57  | 47     |        |
| 6      | USA Mark LeBlanc          | 3      | 8        | 7      | 5      | 13     | (17) OCS | 3      | 3        | 2      | 8        | —        | 69  | 52     |        |
| 7      | AUS Matthew Bugg          | (8)    | 4        | 6      | 8      | 7      | 5        | 7      | 7        | 7      | (17) RDG | —        | 73  | 56     |        |
| 8      | NOR Bjørnar Erikstad      | 7      | 6        | 10     | 15     | 3      | (17) OCS | 8      | 8        | 7      | 3        | —        | 84  | 67     |        |
| 9      | PUR Julio Reguero         | 9      | 9        | 8      | 2      | 11     | 8        | 5      | (13)     | 11     | 7        | —        | 83  | 70     |        |
| 10     | ITA Fabrizio Olmi         | 10     | 5        | (15)   | 7      | 12     | 4        | 15     | 9        | 6      | 10       | —        | 93  | 78     |        |
| 11     | DEN Jens Als Andersen     | 13     | (14)     | 9      | 14     | 2      | 10       | 9      | 14       | 5      | 21       | —        | 101 | 87     |        |
| 12     | FIN Niko Salomaa          | 11     | (13)     | 11     | 3      | 5      | 7        | 12     | 10       | 16     | (17) DNF | —        | 105 | 88     |        |
| 13     | NZL Paul Francis          | 14     | 10       | 14     | 12     | (16)   | 3        | 11     | 12       | 14     | 9        | —        | 115 | 99     |        |
| 14     | GRE George Delikouras     | (15)   | 11       | 12     | 9      | 8      | (17) DSQ | 10     | 11       | 13     | 14       | —        | 120 | 103    |        |
| 15     | ARG Juan Fernández Ocampo | 12     | 12       | 13     | 13     | 14     | (17) OCS | 14     | 15       | 15     | 12       | —        | 137 | 120    |        |
| 16     | ESP Francisco Llobet      | (16)   | 15       | 16     | 16     | 15     | 12       | 16     | (17) OCS | 12     | 13       | —        | 148 | 131    |        |

Legenda
| Recorde mundial      | Recorde mundial (World record)               |                       | Recorde africano                      | Recorde africano (African) |                                           | Q | Classificado por posição (Qualified) |
| Recorde paralímpico  | Recorde paralímpico (Paralympic record)      | Recorde da América    | Recorde da América (Americas)         | q                          | Classificado por melhor tempo (Qualified) |   |                                      |
| Melhor marca do ano  | Melhor marca do ano (World leading)          | Recorde asiático      | Recorde asiático (Asian)              | DNS                        | Não largou (Did not start)                |   |                                      |
| Recorde nacional     | Recorde nacional (National record)           | Recorde europeu       | Recorde europeu (European)            | DNF                        | Não terminou (Did not finish)             |   |                                      |
| Recorde pessoal      | Recorde pessoal do atleta (Personal best)    | Recorde da Oceania    | Recorde da Oceania (Oceania)          | DSQ / DQ                   | Desclassificado (Disqualified)            |   |                                      |
| Recorde da temporada | Recorde da temporada do atleta (Season best) | Recorde sul-americano | Recorde sul-americano (South America) | NM                         | Sem marca (No mark)                       |   |                                      |

### Vela
| M   | Regata da Medalha da qual só participam os dez primeiros colocados das regatas anteriores  |  |  | CAN | Regata cancelada |
| BFD | Desclassificado por bandeira preta (Black Flag Disqualified)                               |  |  |     |                  |
| UFD | Desclassificado por bandeira "U" (U Flag Disqualified)                                     |  |  |     |                  |
| OCS | Largada queimada (On the Course Side of the starting line)                                 |  |  |     |                  |
| DNE | Desclassificação sem eliminação (infração a um item do regulamento da prova – Did Not End) |  |  |     |                  |